# Taqiuddin al-Nabhani
 (janvier 2010).
Si vous disposez d'ouvrages ou d'articles de référence ou si vous connaissez des sites web de qualité traitant du thème abordé ici, merci de compléter l'article en donnant les références utiles à sa vérifiabilité et en les liant à la section « Notes et références ».
 (avril 2020).
Améliorez-le ou discutez des points à vérifier. 
Taqiuddin al-Nabhani (en arabe : تقي الدين النبهاني) est un juriste musulman sunnite shâfi'îte, et un théologien, né en 1909 à Ijzim (Haïfa) et mort le 20 décembre 1977 à Beyrouth. Il est le fondateur du parti politique Hizb ut-Tahrir.

## Origines
Il appartenait à la tribu arabe des Bani Nabhan, dans le Nord de la Palestine. Il est né dans le village d’Ijzim, dans le district de Haïfa, en 1909. Son père était aussi un érudit de la jurisprudence islamique. Il a travaillé comme chargé de cours en droit islamique ou charia. Sa mère maîtrisait les sciences islamiques. Elle avait été éduquée par son père, le célèbre poète ottoman, spécialiste de l'islam, Cheikh Youssef an-Nabhani, qui a été nommé juge dans différents tribunaux de la charia à Jénine, Istanbul, Mossoul, Lattaquié, de Jérusalem et Beyrouth.
L’environnement islamique dans laquelle Taqiuddin grandi a contribué à la consolidation de sa personnalité. Il a mémorisé la totalité du Coran à 12 ans. Grâce à son grand-père, il a été introduit dans le monde de la politique du califat ottoman.

## Études
Au lieu d'accomplir ses études secondaires de shari'a à Haïfa, An-Nabhani fut envoyé au Caire, où, en 1928, il s’inscrit à la fois à al-Azhar et au Dar-ul-Ulum Collège du Caire. Il est diplômé des deux. En 1932, il obtient un diplôme universel shari’a. À Al-Azhar, il a participé à différents cercles hors-cursus, tenus par des érudits célèbres, tels que cheikh al-Akhdar Hussein, où il a montré des capacités au cours des débats et des discussions.

## Carrière
À son retour en Palestine, il a travaillé comme professeur de 1932 à 1938 puis il s’est réorienté vers la magistrature. À ses yeux, l'éducation et tous les programmes d'études ont été corrompus par les pays occidentaux colonialistes.
Il a également occupé le poste d'assesseur juridique de 1940 à 1945. À partir de cette date jusqu'à l’occupation de la Palestine en 1948, il occupait un poste très élevé à la cour de Haïfa. L'exode de la Palestine qui a suivi l'a amené en Syrie. Un peu plus tard il a été rappelé à Jérusalem, où il a été nommé juge de la charia ou Qadi de la Cour d'appel, et où il resta jusqu'en 1951. Il a démissionné en 1951 et se rendit à Amman, où il a occupé de nombreux postes de maître de conférences à la faculté des sciences islamiques.

## Philosophie et théologie
Nabhani dans ses livres « Pensées » et « Système de l'islam » met fortement l'accent sur les méthodes argumentative, sur le modèle de la psychologie derrière la pensée humaine et sur les concepts. Il a défini le processus de pensée, et comment il atteint l'état de concepts. Il a discuté du fonctionnement interne des pensées, des convictions, et les concepts dans l'élaboration du nafs ou des émotions et des sentiments.
Après de nombreuses discussions philosophiques sur la nature des pensées et des émotions, Nabhani conclut que la seule façon d'apporter un changement se fait par la discussion, la réfutation, et la renaissance des idées pertinentes. C'est à partir de cette base philosophique qu'il fait valoir que la force ne marche pas pour changer les idées des peuples. Il a également soutenu que le déclin dans la pensée des musulmans, les émotions et les concepts ont entraîné leur dégradation et la destruction finale du califat. Il croyait que la première étape importante était la lutte contre la confusion régnant chez les musulmans.
Il a fait valoir que le monde islamique ne savait pas comment aborder et contextualiser ces idées parce qu'il est devenu insulaire et complaisant quant à la préservation et au maintien de sa propre pensée ou de la philosophie islamique dans un monde en mutation. Ainsi, le Hizb ut-Tahrir développe une méthode argumentative sur presque toutes les questions.
Nabhani revendique le fait que l'Islam est fondé sur une croyance rationnelle et non sur une foi aveugle. Cette argumentation est très proche de celle d'Al-Ghazâlî. Toutefois, Nabhani et Ghazali font valoir qu'une foi la croyance ('Aqîda) établie, les lois divines dans le Coran ne sauraient être remises en question par la seule raison car «l'esprit» d'Allah est au-delà de la compréhension humaine. Il a essayé d'exposer les arguments matérialistes pour prouver qu’un créateur illimité de l'univers, Allah, peut être prouvé par la déduction rationnelle, une démarche qui se rapproche de celle de Descartes.

## Politique
Les activités politiques du cheikh Taqiuddin an-Nabhani ont débuté très tôt. Avant de créer le Hizb ut-Tahrir, il n'avait aucune activité politique organisée, sauf durant la période ou il avait des liens avec le célèbre cheikh Izz al-Din al-Qassam, qu'il a aidé à établir des plans contre la domination coloniale britannique, et contre les plans visant à mettre en place l’État d'Israël par le mouvement sioniste. Il a également eu de nombreux contacts avec les Frères musulmans, et a échangé des vues avec Sayyid Qutb. Il a également maintenu des liens avec le dirigeant palestinien Amin al-Husseini durant le mandat de la Palestine. Au cours de la période de la domination jordanienne en Cisjordanie, Nabhani a critiqué les liens étroits des Frères Musulmans avec le régime jordanien en raison de ses penchants pro-occidentaux.
En novembre 1952, Nabhani créé le Hizb ut-Tahrir à Jérusalem. Nabhani quitte la Palestine pour la Syrie en 1953 et déménage au Liban en 1959. Beaucoup de ses collègues d’al-Azhar ont témoigné de son inlassable activité pour assister aux cercles d'études politiques et islamique. Ils ont également salué sa contribution à de nombreuses discussions politiques au cours de laquelle il ne s'est pas abstenu de critiquer la situation interne, ce qui selon lui, avaient abouti à la démission politique et intellectuelle à la fois des musulmans et du califat islamique. À son retour en Palestine, il devient de plus en plus conscient de l'occidentalisation de la oumma islamique par les puissances coloniales comme la Grande Bretagne et la France.
La perte de la Palestine en 1948, avec l'échec d'une tentative de coup d’État par Abdallah al-Tall en Jordanie, à laquelle al-Nabhani avait pris part, l'ont convaincu que seul un travail intellectuel structuré et profond pourrait apporter à la nation à sa gloire et sa force. En conséquence, il a commencé les préparatifs relatifs à la structure du parti dès 1949 alors qu'il était encore un juge à Jérusalem. Il dit que la Oumma avait démissionné face aux puissances coloniales cupides.

## Hizb ut-Tahrir
Tandis qu'il travaille à l'école Al Ibrahimiyya-Nabhani, il a pris contact avec de nombreux individus et des personnalités telles que ses collègues et As'ad Rajab Bayyud Tamimi et Abdul Qadeem Zallum et autres concernant la formation d'un parti politique.
À la fin de 1952, et au début de 1953, toute l'affaire a été mise en pratique et le Hizb ut-Tahrir a créé établi à  Al-Qods. Taqiuddin an-Nabhani avec Dawud Hamdan, M. Ghanim Abduh, Munir Shuqayr et le Dr Adil al-Nablusia envoyé un avis au gouverneur de Jérusalem et au gouvernement jordanien, pour informer les autorités de la création du Parti. Le gouvernement jordanien a réagi instantanément en publiant un décret pour l'interdire et en déclarant ses activités illégales. Hizb ut-Tahrir a ignoré cette action et a poursuivi ses travaux à Al-Quds, al-Khalil, Naplouse et dans d'autres villes et villages. Des réactions brutales du gouvernement devaient suivre contre les membres du Parti, et elles continuent à ce jour.
En 1954, il a été interdit aux membres du Parti de donner des conférences dans les mosquées. Malgré la dure répression, le Parti a pu se développer énormément, étendant son travail dans le monde musulman. Dans le courant de 1955, al-Nabhani a quitté la Jordanie pour un court voyage à Damas et à Beyrouth. Le gouvernement jordanien lui a interdit par décret de retourner dans le royaume.
Lors d’un voyage en Irak en 1973, al-Nabhani a été emprisonné par les services de sécurité irakiens et sévèrement torturé. Sa libération a été obtenue peu de temps après cependant, après l'intervention d'une personnalité libanaise de premier plan à laquelle al-Nabhani était lié par mariage.[Laquelle ?]

## Décès
En raison du harcèlement continu et la persécution par le gouvernement jordanien, al-Nabhani a été contraint à renoncer à son rôle dans la vie publique. Il est mort à Beyrouth le 20 décembre 1977 et a été enterré au cimetière d'al-Auza'i.